# Johann Joseph Rösler
Johann Joseph Rösler (* 22. August 1771 in Banská Štiavnica; † 28. Januar 1813 in Prag, auch Ján Josef Rösler.) war ein böhmischer Komponist und Kapellmeister. Rösler wirkte als Komponist, Kapellmeister und Pianist, er ist aber nicht zu verwechseln mit Antonio Rosetti.

## Leben
Johann Joseph Röslers Vater Carl Anton Rösler war zwischen 1770 und 1774 Bergrat in Banská Štiavnica, später wurde er Gubernialrat in Prag. Von ihm erhielt er seine erste musikalische Ausbildung, entwickelte sich dann aber während seiner Schulzeit und seinen philosophischen Studien musikalisch autodidaktisch weiter. 1795 erhielt die Stelle als Kapellmeister der Guardasoni Opernkompanie und arbeitete dort bis 1805. In diesem Jahr wurde er Kapellmeister des Opernorchesters der Hofoper in Wien. Fürst Franz Joseph Maximilian von Lobkowitz bestellte ihn ab Juni des Jahres zum Dritten Kapellmeister in Wien und seinem Schloss Raudnitz. Ab 1809 lebte er wieder in Prag und erhielt noch bis 1811 sein Kapellmeistergehalt. 1810 erkrankte er, wahrscheinlich an Tuberkulose.

## Werke (Auswahl)
Johann Joseph Rösler schrieb seinem von ihm selbst erstellten Repertorio di tutte le mie Composizioni incominciando dall‘ Anno 1796 (OCLC 601096689) und vervollständigt mit den nach Erstellungsdatum des Katalogs verfertigten Kompositionen neun Opern zu deutschen und italienischen Libretti, die teilweise später ins Tschechische übersetzt wurden. Weiter zwei Pantomimen, ein Melodrama und über dreißig Ergänzungen zu Kompositionen anderer Komponisten. Er schrieb mindestens achtzig weiter Vokalwerke, darunter zwei Messen, sechs Kantaten, zwei Motetten, Arien, Duette, Trios, Quartette und Lieder auf deutsche und italienische Texte. Ergänzt wird sein Schaffen durch Sinfonien, Instrumentalkonzerte, Kammermusik und Kompositionen für Klavier und Cembalo.

### Bühnenwerke

#### Opern
- La sorpresa, Oper, 1796 in Prag
- Psiche e Amore, Oper, 1797 in Prag
- La pace di Klentsch, Oper, 1797
- La forza dell’amore ossia Teresia e Claudio, Libretto: Luigi Piatoli, Oper, 1798 in Venedig. Sinfonia in A-Dur (Digitalisat beim IMSLP)
- Il custode di se stesso, Azione comica in drei Akten, Libretto: Luigi Prividali, 1806 RISM ID: 850796373
- Elisene, Prinzessin von Bulgarien, Oper in drei Akten, Libretto: Ignaz Franz Castelli, Uraufführung am 18. Oktober 1807 (Digitalisat beim IMSLP)
- Le due burle ossia Il gioco dell’amore e dell’arrando, deutsch: Maske für Maske, Dramma giocoso in zwei Akten, Libretto: Bartolomeo de Antoni, Fürst Lobkowitz gewidmet, 1808 (Digitalisat beim IMSLP) (Digitalisat der Partitur bei den Digitalen Sammlungen der SLUB) (Digitalisat des Textbuchs bei den Digitalen Sammlungen der SLUB) RISM ID: 270001605 1999 Aufführung durch die Neuburger Kammeroper als "Das Spiel von Liebe und Zufall"
- L’assassino per vendetta. Drama serio comico in drei Akten, deutsch: Die Rache oder Das Zauberschloß, Libretto: Bartolomeo de Antoni, Uraufführung im 26. Dezember 1808 in Prag (Digitalisat beim IMSLP) RISM ID: 850796363
- Clementine oder Die Felsen bei Arona, Oper in drei Akten, Libretto: Georg Friedrich Treitschke, Uraufführung am 20. Oktober 1809 (Digitalisat beim IMSLP)

#### Schauspielmusik
- Il cornetto oder Das Zauberhörnchen, 1796
- Il sarto Wez Wez oder Die Geburt des Schneiders Wezz, 1796
- Jasons Vermählung, Ein romantisches Schauspiel mit Musik. Text: Franz Rudolf Bayer (Digitalisat beim IMSLP)
  - daraus: Hochzeitslied für zwei Soprane und Pianoforte RISM ID: 551006168

### Vokalmusik und Kasualmusik mit Orchester
- Cantate auf W.A. Mozarts Tod., 10 Sätze, Text: J. Schmidt, František Xaver Dušek gewidmet (Digitalisat beim IMSLP)
- Offertorium Desiderium anima. Motette in D-Dur für vier Singstimmen (Sopran, Alt, Tenor, Bass), Chor und Orchester, 1798 (Digitalisat beim IMSLP) Andante - Allegro
- Notturno in Es-Dur für vier Singstimmen (Sopran, Sopran, Tenor, Bass) und Orchester, 1803 (Digitalisat beim IMSLP)
- La signora innocentina in G-Dur für Sopran und Orchester RISM ID: 270001686
- Te deum C-Dur für drei Singstimmen, Chor und Orchester RISM ID: 600178175
- Te deum in D-Dur für zwei Singstimmen, zwei Violinen und Orgel RISM ID: 220000694
- Das Vater unser für vier Singstimmen (Sopran, Alt, Tenor, Bass), Chor und Orchester, Incipit: Unser Vater der du droben über Sonn' und Sternen wohnst RISM ID: 1001100732

### Instrumentalmusik
- Sonata für Pianoforte op. 1, Breitkopf & Härtel, Leipzig OCLC 931518413 RISM ID: 990055243 (Digitalisat der Digitalen Sammlungen der Staatsbibliothek zu Berlin)
- Rondo für Pianoforte op. 2, Breitkopf & Härtel, Leipzig OCLC 1267410679
- Drei Streichquartette op.6 (Digitalisat beim IMSLP)
  - Nr.c1 C-Dur. I Moderato II Andante un poco sostenuto III Menuetto. Allegro ma non troppo - Trio IV Allegretto
  - Nr. 2 G-Dur. I Moderato II Andante III Menuetto. Allegretto - Trio IV Allegretto
  - Nr. 3 A-Dur. I Allegro II Andante III Menuetto. Allegretto - Trio IV Finale. Allegro vivace
- Partita Nr. 1 C-Dur für zwei Klarinetten, zwei Fagotte und zwei Hörner, 1793 (Digitalisat beim IMSLP) I Adagio maestoso – Allegro II Andante III Rondo
- Partita Nr. 2 Es-Dur für zwei Klarinetten, zwei Fagotte und zwei Hörner, 1793 (Digitalisat beim IMSLP) I Marcia andante II Allegro III Menuetto Andante – Trio IV Adagio Espressivo V Rondo. Allegro
- Partita Nr. 3 Es-Dur für zwei Klarinetten, zwei Fagotte und zwei Hörner, 1793 (Digitalisat beim IMSLP) I Allegro Spirituoso II Marcia Andante – Trio III Andante IV Menuetto Allegretto – Trio V Finale. Allegretto
- Partita Nr. 4 B-Dur für zwei Klarinetten, zwei Fagotte und zwei Hörner, 1793 (Digitalisat beim IMSLP) I Marcia Andante II Allegro Vivace III Andante con Variazioni IV Menuetto Allegretto – Trio V Finale. Allegretto
- Serenata B-Dur für zwei Violinen, Viola, Klarinette in B, zwei Hörner, Bass und Violoncello, 1798 RISM ID: 600178185 (Digitalisat beim IMSLP) I Allegro II Minuetto - Allegretto III Adagio IV Minuetto – Trio V Allegro
- Sinfonie für großes Orchester Es-Dur op. 12, André, Offenbach OCLC 165366372 RISM ID: 990055242
- Sinfonie für großes Orchester op. 13, André, Offenbach RISM ID: 991008604
- Konzert für Klavier und Orchester Nr. 1 D-Dur op. 15, Kompositionsjahr 1802, veröffentlicht 1809. (Digitalisat beim IMSLP) I Allegro II Andante poco sostenuto III Alla Polacca. Das Werk wurde von Guido Adler Ende des 19. Jahrhunderts entdeckt und Ludwig van Beethoven zugeschrieben. Die Zuschreibung wurde 1925 vom Musikwissenschaftler Max Engel korrigiert.
- Concertino für Flöte, Oboe und Orchester, 1804 (Digitalisat beim IMSLP) I Allegro moderato II Adagio maestoso - Tempo di Pollaca
- Konzert für Klavier und Orchester Nr. 2 Es-Dur, aus dem Jahr 1803, Bärenreiter, herausgegeben von Alena Hönigová ISMN 979-0-260-10861-5 (Suche im DNB-Portal) (Digitalisat beim IMSLP) I Adagio mmaestoso. Allegro II Andantino III Allegretto
- Sinfonia in C-Dur, 1805 (Digitalisat beim IMSLP) RISM ID: 850796197 I Adagio maestoso - Allegro II Andante III Minuetto. Allegro Vivace - Trio IV Finale. Presto
- Sinfonia in D-Dur, 1805 (Digitalisat beim IMSLP) I Andante - Allegro con fuoco II Andante III Minuetto, Allegro Vivace-Trio IV Presto
- Sinfonia in Es-Dur, 1806 (Digitalisat beim IMSLP) RISM ID: 850796396 I Adagio maestoso - Allegro vivace II Andante un poco sostenuto III Menuetto. Allegro spiritoso - Trio IV Finale.Presto.
- Fantaisies pour le Piano-Forte composé par Joseph Roesler, Maitre de Chapelle au Service de S. A. S. le Prince de Lobkowitz RISM ID: 852033670
- Marche pour le pianoforte, Enders, Prag, 1810 OCLC 249034265
- Partita für drei Bassetthörner, Amadeus Verlag, Winterthur, 1981, herausgegeben von Alexander Weinmann ISMN 979-0-015-26740-6 (Suche im DNB-Portal)

### Lieder und andere Werke für Gesang
- XII. Ariette italiane in due parti per il soprano col clavicembalo, Ignaz Sauer, Wien, 1805 RISM ID: 990055239
- Den Tag den der Himmel uns lächelnd, Cantate zur Geburtstagsfeyer des Hochgebohrnen Herrn Grafen Christian Christoph Clam-Gallas nach den Worten der Frau Baronin von Rouveroy componirt vom Herrn Joseph Roesler den 1. September 1806. für vier Singstimmen (Sopran, Sopran, Tenor, Bass) und Pianoforte RISM ID: 550401136
- Sei Notturni da Cantare senza Accompagnamento composti Da Giuseppe Roesler RISM ID: 451000599
  - Nr. 1: L'ire tue sopporto in pace für vier Singstimmen (Sopran, Sopran, Tenor, Bass), Text: Pietro Metastasio aus Temistocle RISM ID: 451000600
  - Nr. 2: Placido zeffiretto für vier Singstimmen (Sopran, Sopran, Tenor, Bass), Text: Pietro Metastasio aus Amor timido, Cantata XVII RISM ID: 451000601
  - Nr. 3: Il primo amore für vier Singstimmen (Sopran, Sopran, Tenor, Bass), Text: Pietro Metastasio RISM ID: 451000602
  - Nr. 4: Fra dubbi penosi für vier Singstimmen (Sopran, Sopran, Tenor, Bass), Text: Pietro Metastasio aus Issipile RISM ID: 451000603
  - Nr. 5: Un bel cor da chi l'adora, für drei Singstimmen (Sopran, Tenor, Bass) RISM ID: 451000604
  - Nr. 6: Se tu pensi che soletta, für drei Singstimmen (Sopran, Tenor, Bass) RISM ID: 451000605
- Freude Schwester edler Seelen in C-Dur für Chor und zwei Hörner, Text: Siegfried August Mahlmann RISM ID: 1001101167
- In questa tomba oscura für Singstimme und Klavier, Text: Giuseppe Carpani RISM ID: 1001113967 (Digitalisat der Harvard Library S. 24)
- Sechs Gesänge, mit Begleitung des Pianoforte, in Musik gesetzt, Breitkopf & Härtel, Leipzig RISM ID: 990055240

- Fünf Lieder, Musikproduktion Juergen Hoeflich, München, 2017 OCLC 1332962921
  - Die frühe Liebe
  - An die Entfernte
  - Herbstlied
  - Arietta (Il Niente)
  - La Verita
- Ständchen. Incipit: Komm fein Liebchen komm ans Fenster für Singstimme mit Gitarrenbegleitung, Text: August von Kotzebue RISM ID: 450113962
- Der Traum für Singstimme mit Gitarrenbegleitung OCLC 896366663 Incipit: Ich ward zum Turteltäubchen im allerschönsten Traum RISM ID: 450113955
- Der Schlaf für Sopran und Klavier, Text: B. Ehrlich RISM ID: 600178162